# Jorge Carlos Ramírez Marín
Jorge Carlos Ramírez Marín (Mérida, Yucatán; 14 de agosto de 1961) es un abogado y político mexicano, miembro del Partido Verde Ecologista de México. Actualmente se desempeña como senador de la República por su estado natal. 
Se desempeñó como secretario de Desarrollo Agrario, Territorial y Urbano de 2012 a 2015 durante la presidencia de Enrique Peña Nieto. Ha sido diputado federal en tres ocasiones, habiendo ejercido como presidente de la Cámara baja dos veces, de 2010 a 2011 y de 2017 a 2018. 
En 2018 asumió como senador por su estado natal, pero solicitó licencia para ser candidato a presidente municipal de Mérida en las elecciones estatales de Yucatán de 2021, no habiendo logrado el voto popular para alcanzar el cargo.

## Estudios
Jorge Carlos Ramírez Marín es licenciado en derecho por la Universidad Autónoma de Yucatán, egresado en el año de 1985 y cuenta con diplomados en relaciones industriales por el Instituto Tecnológico y de Estudios Superiores de Monterrey (ITESM), y en derecho parlamentario por la Fundación Cambio 21. Así mismo, cuenta con estudios de posgrado en derecho parlamentario por la Universidad Autónoma de Yucatán.

## Trayectoria política
De 1993 a 1994 se desempeñó como diputado local plurinominal en el Congreso de Yucatán. En 1996 fue presidente del Comité Directivo Estatal del PRI en el estado de Yucatán, mientras que en 1998 ocupó el cargo de Oficial Mayor del Estado de Yucatán. Así mismo fue Consejero Político del PRI y Presidente Nacional del Instituto de Capacitación y Desarrollo Político A.C. del PRI (ICADEP). 
De 2000 a 2003 fue diputado federal en la LVIII Legislatura, entre 2004 y 2005 ejerció el cargo de diputado local en el Congreso de Yucatán en la LIII legislatura local. En el 2009 volvió a ser diputado federal en la LXI Legislatura.
Fue presidente de la Comisión de Hacienda en el congreso local durante la LIII Legislatura, secretario de la Comisión de Vigilancia de la Contaduría Mayor de Hacienda del Congreso Local en la LVII Legislatura, secretario de la Comisión de Hacienda en el Congreso Local en la LVII Legislatura, secretario de la Comisión Jurisdiccional y Presidente de la Comisión Especial de Seguimiento al Rescate Bancario en la Cámara de Diputados durante la LVIII Legislatura, vicecoordinador del Grupo Parlamentario de la Cámara de Diputados en la LVIII Legislatura.
En 2003 laboró como administrador jurídico en el Sistema de Administración Tributaria (SAT) y en 2007 fue representante del Gobierno de Yucatán en la Ciudad de México.
En 2012, durante la campaña de Enrique Peña Nieto, ocupó el cargo de vicecoordinador general de la campaña y posteriormente fue nombrado como parte del equipo de transición ocupando la Vicecoordinación de Seguridad y Justicia.
Hasta el 27 de febrero de 2015 fue el titular de la SEDATU, dependencia que derivó de la antes llamada Secretaría de la Reforma Agraria (SRA), la cual al inicio del mandato del presidente Enrique Peña Nieto se transformó en SEDATU tomando a su cargo algunas facultades de la Secretaría de Desarrollo Social (SEDESOL).
Renunció a la Secretaría para buscar una diputación plurinominal por su partido, el PRI, en las elecciones federales del 7 de junio de 2015.
Fue presidente de la mesa directiva de la Cámara de Diputados de México desde septiembre de 2017 hasta enero de 2018, cuando renunció a la diputación federal para ser candidato a un escaño del Senado por el estado de Yucatán, en la cual resultó ganador.
El 8 de abril de 2021 pidió licencia en el Senado para ser el candidato de su partido, en coalición con el Partido Verde, para la presidencia municipal de Mérida en las elecciones estatales de Yucatán de 2021, quedando en segundo lugar después del candidato del PAN, Renan Barrera Concha. El 14 de junio del mismo año se reintegró como senador.
El 26 de septiembre de 2023 renunció al PRI para integrarse al Partido Verde.
En las elecciones generales del 2 de junio de 2024, Ramírez Marín fue reelegido para un segundo mandato como senador de la república, al obtener la coalición de Sigamos Haciendo Historia el 51.70% de los votos, doce puntos encima del binomio liderado por la candidatura del exgobernador Rolando Zapata Bello que logró el 39.77%; obteniendo nuevamente su escaño por el principio de la mayoría relativa junto con la senadora Verónica Camino Farjat.

## Otros cargos
En la iniciativa privada se desempeñó como director de relaciones industriales en Industria Salinera de Yucatán, S.A. de C.V. de 1982 a 2009.
Por otro lado, es coautor del libro “Mérida, tres razones distintas”, y en el año 2008, ocupó la vicepresidencia de la Fundación Yucatán en tus Manos.